# Kléber de Sousa Freitas
Kléber de Sousa Freitas eller Kléber, född 12 augusti 1983 i Osasco, är en brasiliansk fotbollsspelare. Han spelar som anfallare för Grêmio.